# 食物依存症

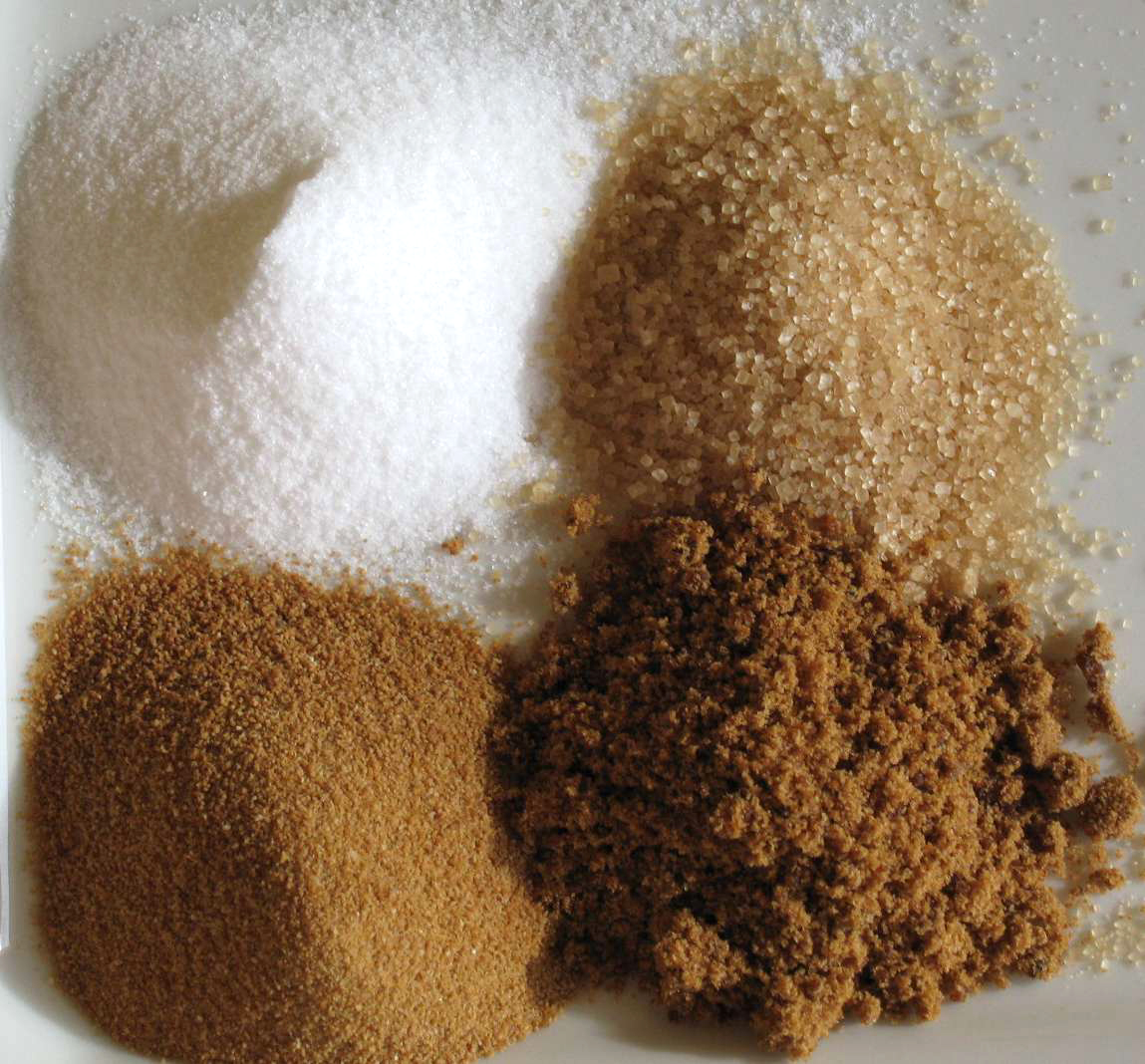
砂糖や脂肪には依存性がある

食物依存症（しょくもついぞんしょう、フードアディクション、food addiction）、摂食依存症（せっしょくいぞんしょう、eating addiction）とは行動嗜癖の一つであり、有害な結果をもたらすにもかかわらず、嗜好性の高い食物（たとえば高脂肪や高糖質）の強迫的な消費に特徴づけられる。その食物はヒトや他の動物の報酬系を著しく刺激するためである。
これには精神的依存も確認されており、強迫的に摂取していた食物を、低糖質、低脂肪のものに置き換えると離脱症状が発生する。この嗜癖行動は生物学的なものではないため、摂食障害としてコードを付けることはできず、専門家は行動療法を提供し、YFAS質問票と呼ばれる物質依存の診断基準を用いて対応している。

## 定義
食物依存症は繰り返されるコントロール不能な摂食（ビンジ・イーティング、ドカ食い、むちゃ食い）エピソードに特徴づけられる、強迫的な過食者をさす。むちゃ食いとは、自身がセルフコントロール喪失を自覚しながらも、不健康な量を食べてしまうことである。当初は食物依存症は欲求の形をしているため、人は欲求に対抗できず、それに自然に捕まってしまう。
むちゃ食いの後には、罪悪感や抑うつに至りえる。たとえば一部の人は、太ってしまったと感じ、翌日の予定をキャンセルしうるだろう。
神経性大食症の患者と異なり、強迫性過食者は、絶食、下剤の使用、嘔吐などの代償行動によって、行ってしまった過食をフォローしようとはしない。強迫性過食者が、行ってしまった過食について後に罪悪感を感じるのであれば、それはむちゃ食い障害 (BED) であるといえる。

## 徴候と症状
食事依存症は強迫的過食（ビンジ・イーティング）な過食が、中心的かつ唯一の定義的な特徴である。
強迫的過食者の一般的な行動には、一人で食べる、食物を素早く食べる、急速に体重を増やす、胃の気分が悪くなるまで食べることなどがある。その他の兆候には、運動の著しい減少、体重増加による活動低下が挙げられる。感情的指標には、罪悪感、セルフコントロール喪失感、抑うつ、気分変調などがある。セルフコントロール喪失というのは、特定の食品を入手するため外出する、欲求を満たすため食品に不必要な金額を費やすといった行動で確認される。
いくつか身体的な徴候と症状も、食事依存症に確認される。エネルギー喪失（過去のように行動的になれない）、エネルギー不足による効率低下（周囲の人と同じように活動できない）、睡眠障害（不眠症のようにいつも疲れている）、また落ち着きのなさ、易怒性、消化器障害、頭痛などである。
重度の場合には、食事依存症は自殺念慮をもたらす可能性がある。

## 影響
食物依存症は、特にそれが長期にわたる場合には本人のあらゆる面にマイナスの影響を与え、有害で慢性的な症状を引き起こす。

### 身体的影響
短期的な身体的影響は、脳内報酬系中心部におけるドーパミンと内因性オピエート放出によって引き起こされる、低レベルの多幸感であり、不安と感情的疼痛が軽減される。これは食物昏睡として知られている。長期的な身体的影響はさまざまである。健康への影響は深刻にもなりえる。
食物依存者が肥満であった場合、それは以下と関連する可能性がある。
- 糖尿病
- 高血圧
- 高コレステロールとトリグリセリド
- 変形性膝関節症
- 皮下脂肪への真菌感染症、洗浄が難しい
- 鬱血性心不全
- 息切れ
- 冠動脈疾患
- 死亡

肥満というのは、食事行動、ファーストフード、パーソナリティ問題、うつ病、依存症、遺伝学に起因する。流行病としての肥満の、提案された説明のひとつには食物依存症がある。

### 心理的影響
心理的および精神的な面では、何年もの間、人を苦しめ悩ませうる。それには、絶望、無力、孤立、恥、抑うつ、自己嫌悪、罪悪感、自殺念慮、自殺未遂、自傷行為などが挙げられる。

### 関係への影響
食物依存症は人間関係、とりわけ特に家族内の関係に影響を与える。それは患者は他人よりも、食物に強く関わることになるからである。患者は食物こそが、最も安全で、最も重要であり意味ある関係と考えるからである。その他のつながり、友人や家族などとは後回しになる。これはしばしば、他者からの深い孤立をまねきうる。

## 管理
強迫的な過食は栄養補助と薬で治療可能である。心理療法も必要となることもあるが、最近の研究ではそれは補完的リソースとしてのみ有用であると証明された。

## 予後
むちゃ食い障害といった摂食障害となった場合、患者には二つの潜在的問題がある。
支援を求めることは改善のための第一歩であるが、再発する可能性は高い。
食物依存症の患者たちは小児期にはおそらく太りすぎであり、これは未治療の期間が長いほど治療抵抗性のものとなる。また食べ過ぎの患者は、精神衛生の悪さ、セルフコントロール欠如、環境要因によって、以前の習慣に戻ってしまう。そのため患者はそれに対抗するため毎日薬を服用している。
しかしながら治療中および治療終了後のフォローアップにおいては50％の回復が見られる。食物依存症を克服することは容易ではないが、回復した人は、変化し、必要な処置を受けることへ十分な自信を持っている。最も重要なことは、患者は愛する人と環境からサポートと励ましを受けることである（自己効力感）。
現在のところ、食物依存症についての予後は保証されていない。他の摂食障害と同様に食物依存症を理解するために、より多くの研究が現在行われている。

## 疫学
行動依存におけるレビューでは、米国における食物依存症の生涯有病率は2.8%とリストされている。
肥満の問題は世界的な問題となりつつある。砂糖税は、有害な食品や飲料の消費を最小限に抑えるため、アイルランドでの導入が進められている。